# Sihuas
Sihuas (oder Nuestra Señora de las Nieves de Sihuas) ist die Hauptstadt der Provinz Sihuas in der peruanischen Region Ancash. Die Stadt wurde am 5. August 1543 als La Villa de la Santísima Virgen María de las Nieves gegründet. Sie ist auch Verwaltungssitz des gleichnamigen Distrikts. Die Stadt hatte beim Zensus 2017 4354 Einwohner, 10 Jahre zuvor lag die Einwohnerzahl bei 4029.
Die Stadt Sihuas liegt 390 km nördlich der Landeshauptstadt Lima an der Ostflanke der peruanischen Westkordillere. Westlich der 2730 m hoch gelegenen Stadt erhebt sich der teils vergletscherte Gebirgszug Cordillera Blanca. Nordöstlich der Stadt verläuft der Fluss Río Sihuas, der linke Quellfluss des Río Rupac. Die Stadt liegt an der Nationalstraße 12A, die von Chimbote nach Osten bis nach Uchiza im Flusstal des Río Huallaga führt.